# ولادیمیر یشایف
ولادیمیر یشایف (انگلیسی: Vladimir Yesheyev؛ زادهٔ ۷ may ۱۹۵۸ (۶۶ سال)) ورزشکار تیراندازی با کمان اهل اتحاد جماهیر شوروی سوسیالیستی است.
وی در مسابقات کشوری و بین‌المللی در مجموع برندهٔ ۱ مدال برنز شده‌است.